# David Copeland
Pour les articles homonymes, voir Copeland.
 (décembre 2018).
Si vous disposez d'ouvrages ou d'articles de référence ou si vous connaissez des sites web de qualité traitant du thème abordé ici, merci de compléter l'article en donnant les références utiles à sa vérifiabilité et en les liant à la section « Notes et références ».
David Copeland, né le 15 mai 1976 à Isleworth, et plus connu sous le pseudonyme de Nailbomber, est un ancien membre du parti néo-nazi anglais, le National Socialist Movement (en), auteur d'une série d'attentats de 13 jours (en) visant des Afrobritanniques (en), des Asiatiques, et des homosexuels à Londres.
Durant trois week-ends successifs, Copeland place des « bombes du pauvre », composées chacune de 1 500 clous de 1 cm de long, à l'extérieur d'un supermarché de Brixton, un quartier du sud de Londres avec une très forte population noire, à Brick Lane, quartier de l'est de Londres avec une grande communauté bangladaise, et enfin au bar gay Admiral Duncan (en), dans le quartier gay de Soho. Les bombes explosent toutes avant que les autorités compétentes n'aient pu intervenir.   
Les attaques causent la mort de 3 personnes (toutes au bar gay Admiral Duncan) et en blessent 140, dont 4 qui doivent être amputées. 
Copeland, qui souffre de schizophrénie paranoïde et de troubles de la personnalité, tente de jouer la carte de la responsabilité diminuée et plaide seulement coupable de manslaughters et non de meurtres. En 2000, l'Old Bailey le condamne pourtant pour ce motif (et provocations d'explosions en vue d'attenter à la vie) à la prison à vie assortie d'une période de sûreté de trente ans (réhaussée à cinquante ans en 2007). 

## Biographie
Copeland est né à Isleworth, Londres, et grandit à Yateley dans le Hampshire. Durant sa jeunesse, il souffre de sa petite taille et est surnommé Mr Angry (« M. Colère »). Durant son adolescence, il fait des rêves sadiques et fantaisistes dans lesquels il s'imagine entre autres être réincarné en officier SS avec des femmes comme esclaves sexuels. Il quitte l'école à l'âge de 16 ans pour suivre une formation par apprentissage en ingénierie. Il est alors impliqué dans des petits larcins, et commence à se droguer, notamment à l'alcool et à l'héroïne. Dépourvu de petite amie, il craint d'être traité d'homosexuel pour cela. 
En mai 1997, à l'âge de 21 ans, il rejoint le British National Party (BNP), un parti d'extrême droite anti-immigration qui présente des candidats aux élections. Copeland aide lors de quelques réunions du BNP, où il assure notamment le service d'ordre. Cela lui permet d'entrer en contact avec les cadres du parti, dont le chef John Tyndall, aux côtés duquel il est photographié. C'est durant cette période que Copeland apprend à fabriquer des bombes à partir de feux d'artifice et de réveils comme minuteurs grâce au téléchargement du Livre de recettes anarchistes sur Internet.
Trouvant le BNP trop mou, il le quitte en 1998 pour rejoindre le National Socialist Movement (en), ouvertement néonazi. Quelques semaines avant sa série d'attentats (en), il devient le dirigeant de la branche du mouvement dans le Hampshire. C'est à cette même période qu'il va consulter son médecin de famille, qui lui prescrit des antidépresseurs après qu'il lui ait dit qu'il commençait à devenir fou.

## Attentats

### Brixton
Le 17 avril 1999, peu avant 17 h 30, Talent Chioma Mundy-Castle, une vendeuse de fruits sur l'Electric Avenue, à Brixton, est avertie de la présence d'« un sac qui fait du bruit » par le gérant d'un stand voisin. Très vite, ils se rendent compte que le sac abrite une bombe à retardement. Cette dernière explose au moment où la police arrive sur les lieux, blessant 39 personnes, dont un nourrisson qui se retrouve avec un clou de dix centimètres enfoncé dans le crâne et un quinquagénaire qui doit être amputé de l'auriculaire gauche. Pour le professeur Gus McGrouther, alors en service à l'University College Hospital, « cette bombe a été conçue pour tuer le plus de gens possible, et c'est un miracle que personne n'ait perdu la vie ce jour-là ».  
Pour un suprémaciste blanc comme Copeland à ce moment-là, Brixton constitue une cible hautement symbolique. En effet, c'est le premier quartier de Londres, où des immigrés afro-caribéens sont venus s'installer en masse. Le choix de l'Electric Avenue n'est pas anodin non plus. Devenue mondialement célèbre pour les émeutes raciales de 1981, Copeland la considère comme une « ligne de front » de la « guerre raciale » qu'il entend déclencher. 

### Brick Lane
La deuxième bombe de Copeland explosa une semaine plus tard, le 24 avril. La cible était Brick Lane, le centre de la communauté Bengali de l'est de Londres. Brick Lane connaissait un fameux marché le dimanche, Copeland aurait voulu poser la bombe ce jour-là mais il se trompa et voulut rester fidèle à son plan, il fit donc exploser la bombe le samedi sur Hanbury Street. Cette explosion fit 13 blessés.

### Admiral Duncan
La troisième et dernière bombe explosa le 30 avril, dans l'Admiral Duncan Pub qui était bondé. L'Admiral Duncan Pub se trouve sur Old Compton Street en plein Soho, c'est le centre de la communauté gay londonienne. Il y eut 3 morts et 79 blessés, dont 4 qui subirent des amputations.

## Arrestation
La branche anti-terroriste des services de police londoniens identifia Copeland grâce au système de vidéo surveillance de Brixton. Sa photo fut largement diffusée le 29 avril, ce qui le força à avancer la date de la dernière attaque au vendredi soir. Paul Mifsud, un collègue de travail de Copeland, le reconnut et alerta les autorités 1h20 avant l'explosion de la dernière bombe
Il fut arrêté la nuit du 29 au 30 une fois que la police eut obtenu son adresse, une chambre louée à Farnborough, Hampshire. Son état mental fut certifié au Broadmoor Hospital, mais demeura un sujet de controverse durant son jugement. Les jurés le déclarèrent coupable de 3 meurtres et de 3 attentats à la bombe, et fut condamné à 6 peines de prison à perpétuité le 30 juin 2000.

## Les motivations
Bien que quelques groupuscules revendiquèrent les attentats, Copeland maintient qu'il avait agi seul et n'avait parlé de ses projets à personne, la police retint cette version des faits.
Durant les interrogatoires, il admit avoir des idées néo-nazies et déclara désirer être célèbre et de « répandre la peur, le ressentiment et la haine » au Royaume-Uni et « causer une guerre raciale ». Quand on lui demanda pourquoi il avait choisi ces cibles-là, il répondit que ces ethnies, noires et asiatiques, étaient inférieures, et qu'il détestait les homosexuels.